# Gyps bengalensis
Il grifone del Bengala (Gyps bengalensis J. F. Gmelin, 1788) è un rapace della famiglia degli Accipitridi.

## Descrizione
Il grifone del Bengala è andato recentemente incontro a un catastrofico declino, che minaccia la sopravvivenza della specie. È un avvoltoio di medie dimensioni (75–85 cm), dotato degli artigli smussati e della testa glabra che caratterizzano questo gruppo di uccelli divoratori di carogne. Le ali sono nere, mentre il collarino, il groppone e il sottoala sono bianchi. La testa glabra e il collo sono neri e il becco è argentato.

## Distribuzione e habitat
Precedentemente numeroso in tutta l'Asia meridionale, il grifone del Bengala era del tutto scomparso dal Sud-est asiatico già a partire dalla metà del XX secolo. Al contrario, quest'avvoltoio rimase piuttosto comune nel subcontinente indiano fino alla fine degli anni '90, quando le popolazioni andarono incontro a un improvviso e catastrofico declino in tutta la regione, tanto che la specie venne rapidamente inserita tra quelle «in pericolo critico» (Critically Endangered, CR).
Questi avvoltoi vivono spesso in prossimità delle abitazioni umane, in città, paesi e villaggi nei pressi delle coltivazioni. Lontano dai centri abitati, gli avvoltoi sono associati ad aree aperte o a campi coltivati in cui vi siano alberi sparsi.

## Biologia
I grifoni del Bengala sono altamente sociali e vivono in stormi durante tutto l'anno, spesso associandosi ad altre specie, come il grifone indiano (Gyps indicus). I gruppi condividono dormitori comunitari presso siti tradizionali. Anche la nidificazione è comunitaria e ha luogo in siti tradizionali; i nidi sono situati a 2-18 metri di altezza e possono essercene fino a 15 su uno stesso albero. La maggior parte delle coppie si riproduce tra novembre e gennaio, e le femmine depongono un unico uovo che viene covato per quasi due mesi. Dopo la schiusa i pulcini rimangono nel nido per due o tre mesi e vengono nutriti dai genitori con cibo rigurgitato.
I grifoni si nutrono di carogne, e si aggirano in cerca di carcasse nelle discariche, nei mattatoi e nei campi. Sono molto voraci: è stato riportato che uno stormo costituito da varie specie di avvoltoi abbia divorato la carogna fresca di un manzo in appena 40 minuti. Presso la comunità parsi di Mumbai, i morti vengono posti sulle «Torri del Silenzio» sulla Malabar Hill e lasciati a disposizione degli avvoltoi.

## Conservazione

Adulto visto da sotto

Un tempo il grifone del Bengala era l'avvoltoio più comune nel subcontinente indiano ed era numeroso in tutto il suo areale. Le popolazioni del Sud-est asiatico scomparvero già a partire dalla metà del XX secolo. Il loro declino venne attribuito sia a cause dirette, quali la caccia e la cattura di esemplari vivi, che indirette, avendo risentito della riduzione del numero di carogne in seguito ai miglioramenti apportati in campo igienico in tutta la regione. Dopo aver subito un declino estremamente rapido a causa di un fattore precedentemente ritenuto sconosciuto, il grifone del Bengala rischia seriamente di scomparire se non verranno prese immediate misure di conservazione. A partire dal 2000, esemplari morti o morenti appartenenti al genere Gyps iniziarono a essere rinvenuti così frequentemente in Nepal e India che si pensò che tali specie fossero colpite da una epidemia. In un primo momento gli studiosi attribuirono la causa di una mortalità così elevata a un virus fatale, ma le analisi di laboratorio rivelarono che gli avvoltoi stavano soffrendo di insufficienza renale in seguito al consumo di carne di bestiame precedentemente trattato con un farmaco anti-infiammatorio, il diclofenac. Infatti, il declino degli avvoltoi è dovuto proprio all'utilizzo di questo farmaco letale, presente solamente in piccole quantità in ogni carcassa di ungulato, ma dal momento che gli avvoltoi si spostano anche su lunghe distanze alla ricerca di carogne, una parte considerevole della popolazione è rimasta colpita.
Le conseguenze del declino degli avvoltoi del genere Gyps si fanno già sentire per gli esseri umani, dato che le carcasse in putrefazione rimangono intatte, costituendo così un pericolo per la salute e attirando oltretutto le numerose popolazioni di cani rinselvatichiti portatori di rabbia.
È necessario impedire agli avvoltoi di avvicinarsi a carcasse di bestiame che sono state contaminate con il diclofenac, e trovare un farmaco sostitutivo alternativo. L'impegno del governo per il controllo dell'uso del farmaco è fondamentale, ma finché esso non sarà interamente rimosso dall'ambiente, varie organizzazioni per la protezione degli uccelli in collaborazione tra loro stanno progettando un piano che prevede la cattura e l'allevamento in cattività per i prossimi 20-30 anni di quanti più grifoni del Bengala possibile per evitare ulteriori decessi, che ridurrebbero ulteriormente la possibilità di recupero di questa già rara specie.